# Kustrawa
Kustrawa – wieś w południowo-wschodniej Polsce, położona w województwie podkarpackim, w powiecie niżańskim, w gminie Krzeszów.
W latach 1975–1998 miejscowość administracyjnie należała do województwa tarnobrzeskiego.
| SIMC    | Nazwa     | Rodzaj    |
| ------- | --------- | --------- |
| 0797010 | Ciągłe    | część wsi |
| 0797027 | Piechotne | część wsi |

Wierni Kościoła rzymskokatolickiego należą do parafii Parafia św. Andrzeja Boboli w Bystrem.

## Urodzeni w Kustrawie
- Wanda Wasilewska (1923-1944) nauczycielka, harcerka, żołnierz AK